# 脈波振幅調變

PAM調變原理:(1)原始訊號，(2)PAM脈衝訊號，(a)訊號振幅，(b)時間

脈衝振幅調變（英語：Pulse-amplitude modulation，简称PAM）是一種訊號調變的方式，是將一連串的類比訊號用脈衝訊號取樣調變，藉此將原始訊號之振幅擷取出來的調變方法。這是一種類比脈衝調變的方法，其原始訊號承載於一序列之脈衝載波，載波間的時間間隔是固定的，而脈衝載波上數值的大小則依據原始訊號的振幅而定。解調的執行方式為偵測各脈衝載波上之振幅大小再加以還原。

## 類型
脈衝振幅調變有兩種主要的類型：
1. 單極性PAM：將一個合適之DC偏壓加到訊號之中，以確保所有的脈衝數值皆為正的。
2. 雙極性PAM：在此訊號序列中脈衝訊號之數值皆有可能是正的或是負的。

脈衝振幅調變被廣泛的應用於數位訊號傳送上之訊號調變，但是非基本頻率上的應用已經有相當大的比例被脈衝編碼調變取代，並且最近也逐漸被脈衝位置調變取代。
理論上，在類比脈衝振幅調變上可能之脈衝振幅等級數量為無上限的。而數位脈衝振幅調變上脈衝振幅等級數量則減少至2的次方個。例如，在4-level的PAM上有2的2次方個可能的離散脈衝振幅；在8-level的PAM上則有2的3次方個可能的離散脈衝振幅;並且在16-level的PAM上有2的4次方個可能的離散脈衝振幅。

## 應用

### 乙太網路
一些乙太網路通訊標準的版本就是使用PAM的例子。像是100BASE-TX與BroadR-Reach Ethernet标准使用三级脈衝振幅調變（PAM-3），吉比特以太网GbE使用五级脈衝振幅調變 （PAM-5），而10吉比特乙太網路10GbE則是用湯姆林森-原島脈衝幅度調製的預編碼（THP）版本的脈衝振幅調變，使用的级别為離散十六级(PAM-16)，被稱之為DSQ128的二維棋盤樣式編碼。

### 光合生物學
脈衝振幅調變的概念也可用於光合作用的研究，使用專用的熒光光度測量儀器來檢測類囊體膜中補光單位內熒光上升和衰減的動力與趨勢，從而研究在不同環境條件下的光合系統的各種狀態。

### 電力驅動的LED照明
脈衝振幅調變也已經被發展來控制發光二極管，特別是照明的應用。使用脈衝幅度調變技術為基礎的LED驅動系統相對於其他一般的系統能提供更好的電力使用效率，像是利用脈衝頻寬調變來控制電流進入LED的多寡，進而控制LED的發光強度，用以提升電力的使用效率。
以脈衝振幅調變為基礎的的LED驅動系統可以同步多個LED間的脈衝，讓亮度與顏色能夠完美的結合。由於LED可以於極短時間內閃爍，因此可以自然的繼承脈衝振幅調變快速開關的特性。在無線通訊上也利用了此特性，將LED快速的閃爍以高速傳送資料，目前光通訊正蓬勃發展中。

### 數位電視
北美洲的進階電視系統委員會絕大部分利用脈衝振幅調變來廣播數位電視的訊號。此項系統被稱之為8VSB，是以3-level的脈衝振幅調變為基礎設計的，类似100BASE-TX技術。但是除此之外還運用了其他額外的技術來抑制旁頻帶的能量，藉此提升有限頻寬下的使用效益。在國際電視系統會議(NTSC)中定義的類比標準中，單一個傳輸通道的頻寬是6MHz，而8VSB在此頻寬中可以達到32Mbit/s的物理傳輸速率，扣除錯誤更正碼與其他信令之後，資料的傳輸速率可達19.39 Mbit/s。